# ナナイロ (お笑い)
ナナイロは、かつてプロデューサーハウスあ・うんで活動していたお笑いコンビ。2005年9月結成。2008年9月30日解散。

## メンバー
- 斉藤 徹哉（さいとう てつや、1978年3月13日 - ）埼玉県出身。O型。175cm 67kg。ツッコミ担当。

スクールJCA13期生。同期には金子の元相方である阿諏訪泰義、三四郎（マセキ芸能社所属）がいる。
以前にはあがいん直とあべじゅりあ（元ほっとライス）によるトリオ「50螺旋」、山本譲城（ハッピーエンド）とのコンビ「スタンデライオン」として活動。
新妻悠太（トップリード）と仲がよくブログに写真を載せている。
- 金子 学（かねこ まなぶ、1981年3月25日 - ）新潟県出身。A型。171cm 51kg。ボケ担当。

以前には「白と白のストライプ」というコンビを組んでいた。当時、金子はツッコミとして漫才で主に活動。
解散後は松竹芸能に所属し、元ワンスターで斎藤の同期である阿諏訪泰義とコンビ「うしろシティ」を結成するも2022年4月30日をもって解散しピンで活動。

## 芸風
- 主にコント。「餅つき選手権」、「米粒」、「上京」などのネタがあった。

## 出演番組
- 爆笑オンエアバトル（NHK）戦績2勝5敗 最高501KB ※初挑戦でオーバー500を達成。
- 日曜日の秘密基地 (TBSラジオ、斉藤のみ)
- THE M (日本テレビ)
- 超常芸人サバ〜イ! (名古屋テレビ) 6月のトゥモロー芸人の投票で1位を獲得
- 爆笑ピンクカーペット（フジテレビ）　キャッチコピーは「笑いに架かる虹の橋」